# Pseudohexapodibius degenerans
Pseudohexapodibius degenerans är en djurart som tillhör fylumet trögkrypare, och som först beskrevs av Vladimir I. Biserov 1990.  Pseudohexapodibius degenerans ingår i släktet Pseudohexapodibius och familjen Macrobiotidae. Inga underarter finns listade i Catalogue of Life.